# وولکا (شهرستان لوبلین)
وولکا (به لاتین: Wólka) یک روستا در لهستان است که در گمینا وولکا واقع شده‌است. وولکا ۵۰۹ نفر جمعیت دارد.